# Harley Race
Harley Leland Race (født 11. april 1943 i Quitman, Missouri, død 1. august 2019) var en amerikansk wrestler, der oplevede stor succes i National Wrestling Alliance (NWA), American Wrestling Association (AWA), World Wrestling Federation (WWF) og World Championship Wrestling (WCW). 
I løbet af sin karriere vandt Harley Race NWA World Heavyweight Championship otte gange og var dermed en ottedobbelt verdensmester. Harley Race blev optaget i NWA, WCW og WWE Hall of Fame.

## Wrestlingkarriere

### Karrierestart og tragisk dødsulykke (1960-1964)
Harley Race begyndte at wrestle for promoter Gust Karras, og nogle af hans wrestlere hjalp til med at træne Race. Som 18-årig flyttede han til Nashville og wrestlede under ringnavnet Jack Long. Her vandt han sin første titel, Southern Tag Team Championship, sammen med John Long. Mange wrestlingeksperter så stort potentiale i Harley Race, men en tragisk bilulykke satte en midlertidig stopper for hans karriere, da han var tæt på at få sit ben amputeret. Harley Races gravide kone, Vivian Louise Jones, døde i ulykken, der fandt sted blot en måned efter deres bryllup. Da Gust Karras hørte, at lægerne ville amputere Races ben, skyndte han sig på sygehuset og satte en stopper for amputeringen. Derved reddede han Harley Races ben. Selv om han kom sig, sagde lægerne til Harley Race, at han formentlig ikke ville komme til at gå igen, og at hans wrestlingkarriere var ovre. Efter adskillige måneders genoptræning kom han dog sig fuldstændigt.
I 1964 vendte Harley Race tilbage til ringen i delstaten Texas. Denne gang wrestlede han under sit rigtige navn. I Texas mødte han Larry Hennig (far til Curt Hennig), der også var på vej frem i branchen, og sammen rykkede de til American Wrestling Association (AWA). 

### American Wrestling Association (1964-1968, 1984, 1986, 1990)
I American Wrestling Association (AWA) dannede "Handsome" Harley Race og "Pretty Boy" Larry Hennig et arrogant tagteam, der ofte brød regler for at vinde kampe. De blev hurtigt blandt organisationens bedste, og i januar 1965 vandt de AWA World Tag Team Championship. I løbet af de næste par år vandt de VM-bælterne i alt fire gange. 
AWA's verdensmester (og promoter), Verne Gagne, var et af tagteamets største rivaler, og flere gange i deres tid som verdensmestre rekrutterede han tagteams, der skulle besejre dem. I 1967 udspillede sig en storyline, hvor Verne Gagne brækkede et af Hennigs ben. Dermed kunne Hennig tage en tiltrængt skadespause fra wrestling, og samtidig fandt Harley Race sig en ny makker, som han kunne forsvare VM-bælterne med. Race valgte Chris Markoff. Duoen tabte VM-bælterne i deres første kamp sammen i november 1967. 
I marts 1968 vendte Larry Hennig tilbage som Races tagteam-partner, men de vandt aldrig VM-bælterne sammen igen. Selv om Harley Race nød godt af succesen i AWA, skiftede han til National Wrestling Alliance (NWA) for at se, om han kunne opnå succes som single-wrestler. 
Harley Race optrådte dog senere i sin karriere i AWA. I 1984 wrestlede han mod Larry Hennigs søn, Curt Hennig. Efter kampen blev han konfronteret af sin tidligere tagteam-partner. I 1986 wrestlede han mod AWA's regerende verdensmester, Rick Martel, ved WrestleRock '86, og i oktober 1990 fik han sig en VM-titelkamp om AWA World Heavyweight Championship mod Larry Zbyszko. Kampen blev vist på ESPN. Alle disse kampe var dog specielle optrædender i AWA og ikke nogen længerevarende kontrakter med organisationen. 

### National Wrestling Alliance (1968-1986)
Indtil 1973 wrestlede Harley Race i forskellige territorier i National Wrestling Alliance (NWA) uden at opnå den store succes. I 1973 fik han dog sig en VM-titelkamp om NWA World Heavyweight Championship mod Dory Funk, Jr. i Kansas City. Dory Funk, Jr. led et choknederlag, og Harley Race blev dermed verdensmester for første gang i karrieren. Selv om Race kun holdt VM-titlen i nogle få måneder – han tabte bæltet til Jack Brisco i juli 1973 – var han med det samme blevet en stor stjerne og seriøs udfordrer til VM-titlen.
Som et forsøg på at holde sig blandt topudfordrerne rejste Harley Race rundt blandt en lang række af NWA's mange territorier og vandt deres regionale titler, heriblandt Mid-Atlantic United States Championship, der i dag forsvares i World Wrestling Entertainment (WWE) under navnet WWE United States Championship. Titler holdt Race i betragtning til en VM-titelkamp, og han svor, at han kun havde brug for én chance for at genvinde VM-titlen.
I 1977 lykkedes det endelig Harley Race at få tilkæmpet sig en VM-titelkamp mod den regerende verdensmester Terry Funk (Dorys bror). Race vandt kampen og VM-titlen for anden gang. Denne gang lykkedes det dog Race at holde fast i VM-bæltet i længere tid. Selv om han med jævne mellemrum mistede VM-titlen til eksempelvis Tommy Rich, Dusty Rhodes og Giant Baba, lykkedes det ham altid at vinde NWA World Heavyweight Championship tilbage igen kort efter. 
Race var den dominerende verdensmester i NWA i fire år. I den periode havde NWA et fornuftigt forhold til de andre amerikanske wrestlingorgansationer, AWA og World Wrestling Federation (WWF). Derfor mødtes organisationernes verdensmestre til særlige superkampe mellem verdensmestrene. Det betød, at Race som NWA-verdensmester mødte både WWF-verdensmesteren "Superstar" Billy Graham og senere Bob Backlund, samt AWA-verdensmesteren Nick Bockwinkel.
Harley Race mistede VM-titlen til Dusty Rhodes i 1981, og selv om han fik adskillige rematches, lykkedes det aldrig at vinde VM-bæltet tilbage igen fra Rhodes. Rhodes tabte dog NWA World Heavyweight Championship til den nye NWA-stjerne Ric Flair, og i 1983 lykkedes det Harley Race at vinde VM-titlen for syvende gang i karrieren, da han besejrede Flair. Dermed brød han Lou Thesz' gamle rekord. Harley Race blev sat til at forsvare VM-titlen ved NWA's store satsning, Starrcade, i november 1983. Her tabte Race en historisk steel cage match til Ric Flair i Greensboro, North Carolina. 
Mange så kampen som NWA's måde at give faklen videre fra Race til den nye superstjerne Ric Flair. Ric Flair har efterfølgende givet Harley Race skylden for, at hans karriere fik en så succesrig start. Flair nåede at vinde VM-titlen 16 gange i karrieren, hvilket fortsat er rekord. I marts 1984 vandt Harley Race NWA's VM-titel tilbage i to dage under en turné i New Zealand. Det var Races ottende og sidste VM-titelsejr i karrieren. Race tabte VM-titlen endnu en gang til Flair.

### World Wrestling Federation (1986-1989)
Det gode forhold mellem World Wrestling Federation (WWF) og andre amerikanske wrestlingorganisationer var for længst væk, da Harley Race skrev kontrakt med WWF i maj 1986. WWF-ejer Vince McMahon havde opkøbt en lang række mindre territorier i sit forsøg på at nationalisere WWF, og det havde frustreret mange mindre promotere, heriblandt Harley Race, der selv stod i spidsen for en mindre wrestlingorganisation. Under et WWF-show havde en rasende Harley Race konfronteret WWF-verdensmester Hulk Hogan angående WWF's utraditionelle expansion.
Alligevel skiftede Harley Race til WWF i 1986, og fordi WWF på daværende tidspunkt ikke anerkendte andre wrestlingorganisationer, var Harley Race ikke anerkendt som en tidligere ottedobbelt verdensmester i NWA. Derfor måtte WWF-ledelsen finde en anden måde at få Race anerkendt som en legende inden for wrestlingindustrien, og Race vandt derfor King of the Ring-turneringen og begyndte at kalde sig "King" Harley Race. Race fik Bobby "The Brain" Heenan som sin manager i denne periode.
Ved WrestleMania III i foråret 1987 besejrede han Junkyard Dog foran mere end 93.000 tilskuere, og i resten af 1987 fejdede han med den regerende verdensmester Hulk Hogan, dog uden at vinde WWF Championship. Samtidig fejdede han også med Jim Duggan. I en kamp mod Hulk Hogan i starten af 1988 blev Harley Race dog alvorligt skadet, så han blev nødt til at tage sig en længere pause. Race vendte tilbage i 1989, men da det ikke lykkedes ham at besejre den nye King of the Ring-vinder Haku, forlod han organisationen. 
I løbet af 1990'erne havde Harley Race dog adskillige roller backstage under WWF-shows. Ved WWF's Over the Edge i maj 1999 var Harley Race backstage, da Owen Hart styrede i døden fra loftet inde i arenaen under showet. I dokumentarfilmen The Life and Death of Owen Hart fortæller Race, at han løb ind i Owen Hart lige inden styrtet, hvor han sagde, at han var utryk ved situationen. 

### World Championship Wrestling (1990-1995, 1999)
Efter sit farvel til WWF fortsatte Harley Race med at wrestle indtil foråret 1991, primært for World Wrestling Council (WWC) i Puerto Rico, NWA og AWA. Harley Race besejrede den tidligere NWA-verdensmester Tommy Rich ved pay-per-view-showet The Great American Bash i juli 1990 i World Championship Wrestling (WCW), den største wrestlingorganisation inden for NWA, der dog endeligt rev sig løs fra NWA i 1991. 
I WCW fik han også adskillige titelkampe om WCW United States Heavyweight Championship mod Lex Luger (Titlen var efterfølgeren til NWA Mid-Atlantic United States Heavyweight Championship, som Race havde vundet tidligere i sin karriere, og forløberen for WWE United States Championship, der fortsat eksisterer i WWE). I AWA fik han sin sidste VM-titelkamp mod Larry Zbyszko, som endte uafgjort. 
Race indstillede karrieren i foråret 1991, og i juli 1991 blev han manager for Lex Luger i WCW. Race fik også med det samme succes som manager, da han straks førte Lex Luger til en VM-titelsejr. Senere blev han også manager for Vader, og det lykkedes også hurtigt Vader at vinde VM-titlen i WCW (der var efterfølgende til NWA-titlen, som Race selv havde vundet otte gange i karrieren). Da Race var manager for Vader, fejdede den regerende verdensmester med afroamerikaneren Ron Simmons, og Race sagde under et interview: "Da jeg var verdensmester, havde jeg en dreng som dig til at bære mine tasker". De kontroversielle kommentarer blev kritiseret af mange for at være racistiske, men de var et bevidst forsøg fra WCW-præsident Bill Watts til at opbygge støtte for Ron Simmons, som var på vej til vinde WCW World Heavyweight Championship. 
Harley Race var populær backstage blandt de yngre wrestlere, og i sin tid i WCW blev han bl.a. gode venner med Mick Foley og Steve Austin, der senere slog igennem i World Wrestling Federation. I januar 1995 blev Harley Race involveret i endnu en bilulykke, og han blev nødsaget til at stoppe sin manager-karriere, lige inden at Vader skulle til at fejde med Hulk Hogan, der året forinden havde skrevet kontrakt med WCW. 
I 1999 lavede Harley Race en sidste tv-optræden i WCW i sin hjemby Kansas City, da han annonceret hyldestkampen mellem Bret Hart og Chris Benoit til ære for den netop afdøde Owen Hart.

### Hall of Fame, WWE og TNA (2004-2019)
Harley Race vendte tilbage til World Wrestling Entertainment (WWE), tidligere World Wrestling Federation, i 2004, kort inden den ottedobbelte verdensmester blev indsat i WWE Hall of Fame. Under en episode af WWE's ugentlige tv-program, RAW, blev han spyttet i hovedet af Randy Orton som et led i Ortons "legendedræber"-gimmick. Race medvirkede også på RAW en enkelt gang i 2005. 
I 2004 blev han også ansat til at være en del af Total Nonstop Action Wrestling (TNA) kommitee til at opsætte titelkampe. TNA var på dette tidspunkt en del af NWA, som Race havde wrestlet for i 1970'erne og 1980'erne. Race nåede dog aldrig at træffe nogen store beslutninger og medvirkede kun nogle få gange i TNA. I 2007 vendte Race tilbage til TNA og lavede en optræden under Lockdown. 
I marts 2008 var han igen tilbage i WWE, da han på RAW var blandt dem, der kom ud for at hylde Ric Flair, som aftenen forinden havde wrestlet sin sidste kamp ved WrestleMania XXIX mod Shawn Michaels.

## VM-titler
Harley Race var otte-dobbelt verdensmester. Han vandt VM-titlen alle otte gange i National Wrestling Alliance. I alt var Harley Race verdensmester i 1.862 dage, hvilket kun syv wrestlere har overgået. 
| Nr. | VM-titel                           | Modstander   | Org. | Dato              | Show     | Dage | Efterfølger  |
| --- | ---------------------------------- | ------------ | ---- | ----------------- | -------- | ---- | ------------ |
| 1   | NWA World Heavyweight Championship | Dory Funk    | NWA  | 24. maj 1973      | Liveshow | 57   | Jack Brisco  |
| 2   | NWA World Heavyweight Championship | Terry Funk   | NWA  | 6. februar 1977   | Liveshow | 926  | Dusty Rhodes |
| 3   | NWA World Heavyweight Championship | Dusty Rhodes | NWA  | 26. august 1979   | Liveshow | 66   | Giant Baba   |
| 4   | NWA World Heavyweight Championship | Giant Baba   | NWA  | 7. november 1979  | Liveshow | 302  | Giant Baba   |
| 5   | NWA World Heavyweight Championship | Giant Baba   | NWA  | 9. september 1980 | Liveshow | 230  | Tommy Rich   |
| 6   | NWA World Heavyweight Championship | Tommy Rich   | NWA  | 1. maj 1981       | Liveshow | 51   | Dusty Rhodes |
| 7   | NWA World Heavyweight Championship | Ric Flair    | NWA  | 10. juni 1983     | Liveshow | 167  | Ric Flair    |
| 8   | NWA World Heavyweight Championship | Ric Flair    | NWA  | 21. marts 1984    | Liveshow | 2    | Ric Flair    |